# Roy Orbison

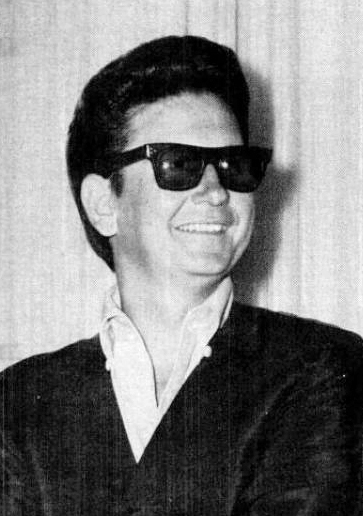
Roy Orbison 1965.

Roy Kelton Orbison, född 23 april 1936 i Vernon i Texas, död 6 december 1988 i Hendersonville i Tennessee, var en amerikansk låtskrivare och sångare.

## Biografi

### Artistliv och död
Roy Orbison uppträdde nästan alltid klädd i svarta kläder, solglasögon av modellen Ray-Ban Wayfarer och en gitarr av märket Gibson. Hans genombrott kom 1956 när han skickade en demo av låten "Ooby Dooby" till skivbolaget Sun Records. Låten spelades in och blev en hit. Därefter följde låtar som "Only the Lonely" (som såldes i drygt två miljoner exemplar), "Running Scared", "Crying", "In Dreams", "It's Over" och kanske den största hiten av dem alla, "Oh, Pretty Woman". Den senare skriven på 40 minuter och sålde 7 miljoner singelexemplar.
Orbison skrev de flesta av sina låtar själv och de handlar ofta om olycklig kärlek eller sorg. Under de mest framgångsrika åren skrev han låtar tillsammans med Joe Melson. Orbisons sätt att skriva låtar var lite speciellt; han följde inte några "kompositionsmallar" utan ofta bara började han och så blev det som det blev. En av hans låtar, "Southbound Jericho Parkway", har bara vers utan refräng eller melodislinga.
Orbison turnerade över stora delar i världen, ibland tillsammans med stora band som The Beach Boys och The Rolling Stones. År 1963 turnerade han i Storbritannien med The Beatles.
Orbison höll på att göra comeback efter succén med supergruppen Traveling Wilburys 1988 och det nya soloalbumet Mystery Girl som låg färdigt för utgivning i början av 1989. I en paus i sin långa, ansträngande PR-turné besökte han sin gamla mamma i Tennessee. Två steg innanför ytterdörren föll han ihop i en hjärtattack, rakt i sin mors armar och avled samma dag, den 6 december 1988.

### Familj
Roy Orbison fick tre söner, Roy Jr. (1958–1968), Anthony (1962–1968) och Wesley (f. 1965), med sin första hustru Claudette (som fick en låt uppkallad efter sig, skriven av Orbison och framförd av The Everly Brothers år 1957), som dog 1966 efter att ha blivit påkörd av en lastbil medan de körde sina motorcyklar tillsammans, och Orbison såg sin fru avlida. Senare dog deras två äldsta söner, Roy Jr. och Anthony, i en husbrand 14 september 1968. Roy Orbison sålde fastigheten till Johnny Cash som odlade ett fruktträd där huset hade stått. Den yngste sonen Wesley överlevde och bor numera i Texas och skriver en del sångtexter. 
Med sin andra fru, Barbara, fick han två söner, Roy Kelton Orbison Jr. (f. 1970) och Alexander (f. 1975), varav den förstnämnda (fram till 2019) hade ett hus på Österlen i Sverige. 
Roy Orbison Jr. är sedan 2017 gift med svenskan Åsa Hallgren, bördig från Katrineholm. Vigselförrättare var Johnny Cashs son John Carter Cash. (Källa: Katrineholms-Kuriren 20171007.)  Barbara, som ägde alla rättigheter till Roy Orbisons låtar, dog i cancer den 6 december 2011, i en ålder av 60 år. Hennes död var exakt 23 år efter Roys.

### Övrigt
Roy Orbison fick en stjärna på Hollywoods Walk of Fame den 29 januari 2010.

## Diskografi
Studioalbum
- Lonely and Blue (1960)

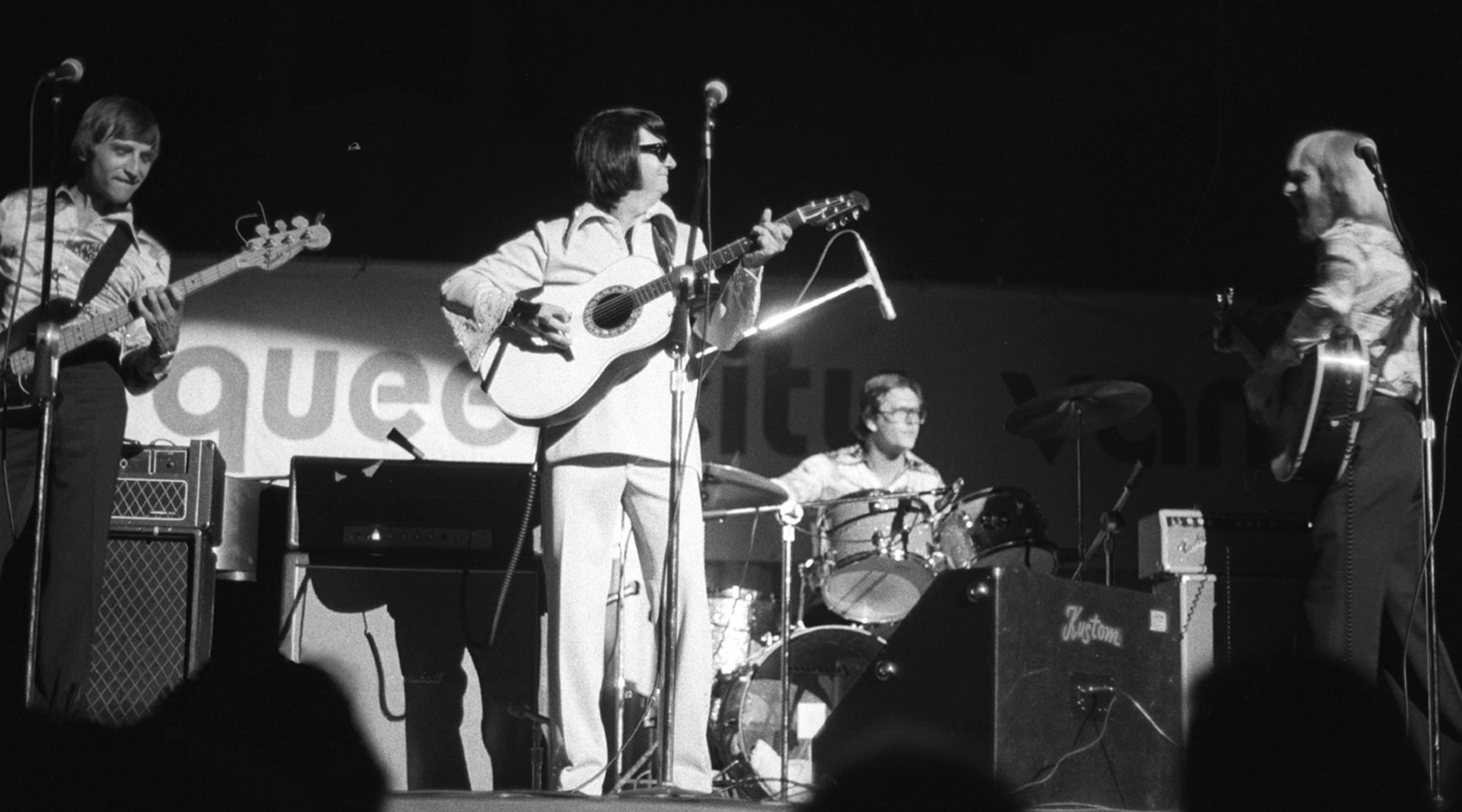
Roy Orbison vid Cincinnati Gardens 23 april 1976.

- Roy Orbison at the Rock House (1961)
- Crying (1962)
- In Dreams (1963)
- There is Only One Roy Orbison (1965)
- Orbisongs (1965)
- The Orbison Way (1966)
- The Classic Roy Orbison (1966)
- Roy Orbison Sings Don Gibson (1967)
- Fastest Guitar Alive (1967)
- Cry Softly Lonely One (1967)
- Roy Orbison's Many Moods (1969)
- Hank Williams the Roy Orbison Way (1969)
- The Big O (1970)
- Roy Orbison Sings (1972)
- Memphis (1972)
- Milestones (1973)
- I'm Still in Love With You (1976)
- Laminar Flow (1979)
- Class of '55: Memphis Rock & Roll Homecoming (1979) (tillsammans med Johnny Cash, Carl Perkins och Jerry Lee Lewis)
- In Dreams (Greatest Hits) (1987) (nyinspelningar)
- Mystery Girl (1989)
- King of Hearts (1992)

Livealbum
- A Black and White Night (1989)
- Combo Concert 1965 Holland (1998)
- Live at the BBC (1998) (studio-live 1968 – 1985)
- Live in Alabama (1998)
- Authorized Bootleg Collection (1999)
- In Dreams: Live (2004)
- The Last Concert: December 4, 1988 (2010)

Samlingsalbum (urval)
- Roy Orbison's Greatest Hits (1962)
- More of Roy Orbison's Greatest Hits (1964)
- Early Orbison (1964)
- The All-Time Greatest Hits of Roy Orbison (1972)
- 16 Biggest Hits (1999)
- 1955-1965 (Roy Orbison-CD-Box) (2001) (7-CD box)
- A Love So Beautiful (2017) (med Royal Philharmonic Orchestra)

## Filmografi (i urval)
- 1967 – The Fastest Guitar Alive
- 1980 – Roadie
- 1981 – The Dukes of Hazzard (gäst)
- 1986 – Roy Orbison Live in Texas (V)
- 1987 – Chuck Berry Hail! Hail! Rock 'n' Roll
- 1988 – She's Having a Baby